# Mikael Dahl (1708–1741)
Mikael Dahl d.y., född omkring 1708 i London, död 26 november 1741 i London, var en svensk-engelsk porträttmålare. Han var son till Mikael Dahl. 
Dahl utbildades av sin far och omnämns av George Vertue som en ung och lovande konstnär. Som konstnär kom han i skuggan av sin far; han levde i sin fars hus och hjälpte honom med hans porträtt. Han avled några år före sin far och begravdes i St. James kyrka vid Piccadilly.